# Columbo: Mord unter sechs Augen
Mord unter sechs Augen (Originaltitel: Dead Weight, Alternativtitel: Ein ehrenwerter General) ist eine erstmals im Rahmen der NBC-Mystery-Movie-Serie gesendete Episode der Kriminalfilm-Reihe Columbo aus dem Jahr 1971. Die deutschsprachige Erstausstrahlung der dritten Folge der ersten Staffel folgte 1975 im Deutschen Fernsehen. Der US-amerikanische Schauspieler Eddie Albert verkörpert als Marinegeneral Martin Hollister den Gegenspieler von Inspektor Columbo, dargestellt von Peter Falk.

## Handlung
Der hochdekorierte ehemalige Marinegeneral Martin Hollister wird als Kriegsheld verehrt. Mit seinem Rüstungsunternehmen profitiert er von lukrativen Aufträgen, die ihm Colonel Roger Dutton, ein Beschaffungsoffizier der Marine, verschafft. Fragwürdige Dumpingangebote und fingierte Kostenüberschreitungen haben die Behörden veranlasst, eine offizielle Untersuchung einzuleiten. Dutton befürchtet eine baldige Aufdeckung der zwielichtigen Transaktionen. Bei einer Unterredung in Hollisters Villa am Meer kündigt er an, sich zeitnah in das europäische Ausland absetzen zu wollen. Doch der General kann das Risiko nicht eingehen, von seinem Geschäftspartner verraten zu werden, falls dieser entdeckt und zu einer Aussage gezwungen werden sollte. Er erschießt den Mitwisser mit seinem Revolver mit Perlmuttgriff, der ihm bei einigen waghalsigen Kampfeinsätzen im Koreakrieg zu Berühmtheit verholfen hat. Der Mord in der Nähe des Fensters wird zufällig von Helen Stewart beobachtet, die sich zusammen mit ihrer Mutter Mrs. Walters zur selben Zeit auf einem Segelboot in Sichtweite des Hauses befindet.  Obwohl die skeptische Mutter ihr zunächst keinen Glauben schenkt, informiert Helen Stewart umgehend die Polizei.
Inspektor Columbo sucht Hollister auf, um der Meldung nachzugehen. Zwei Kadetten sind damit beschäftigt, für eine Ausstellung gestiftete Memorabilien in einer Kiste zu verstauen. Bevor sich der General zu einem feierlichen Abendessen in die Militärakademie begibt, beantwortet er geduldig alle Fragen und gestattet eine Durchsuchung der Räumlichkeiten. Columbo verlässt das Haus ohne Hinweise auf ein Gewaltverbrechen. Später erkundigt sich Hollister beim Bootsverleih nach dem Namen und der Adresse der Augenzeugin. Nachdem der Inspektor Stewart und Walters befragt und über die ergebnislosen Ermittlungen informiert hat, stattet der General den beiden einen kurzen Besuch ab, ohne wiedererkannt zu werden. In der Hoffnung, ein Bericht über seinen ruhmreichen Lebenslauf werde den Verdacht ausräumen, weist er auf die kommende Nachrichtensendung im Fernsehen hin. In der Nacht fährt Hollister mit seiner Jacht auf die offene See hinaus und wirft Duttons Leiche über Bord. Unmittelbar nach der Tat hatte er den leblosen Körper hinter einer drehbaren Wandvertäfelung versteckt. Bei der Rückkehr am nächsten Morgen wird er schon von Columbo erwartet. Auf Nachfrage erklärt er, dass seine legendäre perlmuttbesetzte Waffe während des Krieges angeblich gestohlen und durch ein Duplikat ersetzt worden sei. In der Folge verabredet sich Hollister mehrmals mit Stewart und geht mit ihr zum Schein eine Liebesbeziehung ein. Er nutzt das geringe Selbstwertgefühl der geschiedenen Frau manipulativ aus, um sie zu verunsichern und an ihrer eigenen Wahrnehmung zweifeln zu lassen.
Als der Inspektor von Hollisters Avancen erfährt, wird er misstrauisch, zumal bald darauf der Leichnam des vermissten Colonels vor der Küste aufgefunden wird. Er betrachtet Hollister nun als seinen Hauptverdächtigen. In der Überzeugung, ihr privates Glück endlich gefunden zu haben, zieht Stewart jedoch ihre Zeugenaussage zurück. Ein Gespräch mit dem Imbissverkäufer Bert, einem Kriegsveteranen, der sich nicht von seinen Erinnerungsstücken trennen kann, bringt Columbo schließlich auf die richtige Spur. Er trifft sich mit Stewart in der kürzlich eröffneten Ausstellung, zu der auch der besorgte General erscheint. Der Inspektor führt aus, Hollister hätte es selbst in den Kriegswirren unter keinen Umständen zugelassen, dass ihm sein geschätzter Revolver abhandenkommt. Aus diesem Grund müsse die vermeintliche Imitation in der Vitrine die Mordwaffe sein. Eine ballistische Analyse zum Nachweis der Tat habe bereits stattgefunden. Die emotionale Bindung an seinen Glücksbringer sowie sein übersteigertes Ego, das belastende Beweisstück dauerhaft vor Publikum präsentieren zu wollen, wurden Hollister zum Verhängnis.

## Produktion
Die Dreharbeiten von Mord unter sechs Augen fanden zwischen dem 16. Juni und 1. Juli 1971 statt. Die Außenaufnahmen entstanden vor der zu Newport Beach gehörenden Balboa Island und der winzigen Collins Island ⊙ südlich von Los Angeles. Die Innenaufnahmen wurden wie üblich in den Kulissenbauten der Universal Studios produziert.
Die Episode entstand auf dem Höhepunkt der Spannungen zwischen Peter Falk und Universal Television. Der Schauspieler war der Meinung, das Produktionsunternehmen versuche die getroffene Vereinbarung zu brechen, ihm die Regie einer Folge zu überlassen. Falk entfernte sich am 11. Drehtag unter Vorlage eines ärztlichen Attestes vom Filmset. Während seiner Abwesenheit wurden soviele Szenen wie möglich ohne Falk und mitunter sogar mit seinem Lichtdouble Richard Lance gedreht. Der zutiefst verärgerte Regisseur Jack Smight weigerte sich die Szenen mit dem Falk-Double noch einmal zu drehen, als Falk nach Androhung einer Klage durch die Studios wieder zurückkehrte. Falk übernahm nach einer schlichtenden Intervention seitens des Senders NBC die Regie für das Staffelfinale Ein Denkmal für die Ewigkeit.
Suzanne Pleshette, die mit Falk seit ihrer Jugend befreundet war, berichtete in einem Interview von den Schwierigkeiten zwischen Falk, ihr selbst und den anderen Hauptdarstellern im Verlauf der Dreharbeiten. Gemäß ihrer Aussage kamen Peter Falk und Eddie Albert nicht miteinander zurecht. Letzterer soll Peter Falk auf dem Gelände der Universal Studios direkt mit den Worten konfrontiert haben: “I always wanted to meet you, I always wanted to work with you, but you’re a real asshole.” (deutsch: „Ich wollte Dich immer treffen, ich wollte immer mit Dir zusammenarbeiten, aber Du bist ein echtes Arschloch.“)
Das Autorenduo Link und Levinson hatte mit Peter Falk einen Pakt geschlossen, dass eine der wichtigsten Regeln für die Figur Columbo war, dass es keinen Vornamen für ihn gibt und entsprechend auch niemals genannt werden kann. Trotzdem entstand in dieser Episode der Mythos von Columbos angeblichen Vornamen „Frank“. Das Drehbuch verlangte nach einer Szene, in der Columbo seine Polizeimarke und den dazugehörigen Dienstausweis vorzeigen musste. Also entwarf ein Requisiteur der Universal Studios ohne Absprache mit einem der Autoren einen entsprechenden Ausweis mit Columbos Bild und der Unterschrift „Frank Columbo“. Zu der Zeit war weder für den Requisiteur noch für irgendeinen anderen Zeitgenossen abzusehen, dass irgendwann in ferner Zukunft besonders motivierte Fans in der Lage sein könnten, die Unterschrift als Standbild auf hochmodernen 19-Zoll-High-Definition-Fernsehgeräten einzufrieren, um sie dann entziffern zu können. Der besagte Ausweis blieb demzufolge Teil der Standardgarderobe von Columbo für weitere sieben Staffeln. Der gleiche Ausweis wird auch in der Folge Blutroter Staub vorgezeigt.  Ein weiteres Mal kann man den Vornamen „Frank“ auf einem Beweismittelbeutel in Tödliche Kriegsspiele entdecken.
Eine passende Interpretation für den englischen Originaltitel Dead Weight ist der in diesem Falle zweideutig auslegbare Terminus „Ballast“ (engl. für dead weight). Einerseits erweisen sich Colonel Dutton und sein Verrat als schwer wiegender Ballast für General Hollisters weiteres Leben. Andererseits stellt sich im Laufe der Folge heraus, dass der von General Hollister mit Gewichten im Meer versenkte Colonel Dutton nur deshalb wieder an die Meeresoberfläche gelangen konnte, da der Ballast von seinem Leichnam abgetrennt wurde – mutmaßlich von Haien, wie Columbo schlussfolgert.

## Besetzung und Synchronisation
Die deutschsprachige Synchronfassung entstand im Jahr 1975 bei der Studio Hamburg Synchron. Im Jahr 1993 entstand bei der Neue Tonfilm München nach einem Dialogbuch von Peter Woratz eine ungekürzte Synchronfassung für die Wiederausstrahlung bei RTL.
| Figur                          | Darsteller        | Deutscher Sprecher (ARD 1975) | Deutscher Sprecher (RTL 1993) |
| ------------------------------ | ----------------- | ----------------------------- | ----------------------------- |
| Lieutenant Columbo             | Peter Falk        | Klaus Schwarzkopf             | Horst Sachtleben              |
| Gaststars                      |                   |                               |                               |
| Major General Martin Hollister | Eddie Albert      | Heinz Engelmann               | Wolfgang Hess                 |
| Mrs. Walters                   | Kate Reid         | Tina Eilers                   | Anita Höfer                   |
| Helen Stewart                  | Suzanne Pleshette | Monika Gabriel                | Madeleine Stolze              |
| Weitere Darsteller             |                   |                               |                               |
| Colonel Roger Dutton           | John Kerr         | Horst Keitel                  |                               |
| Harry Barnes                   | Val Avery         | Alexander Welbat              | Peter Thom                    |
| Bert                           | Timothy Carey     |                               | Gernot Duda                   |
| Nachrichtensprecher            | Clete Roberts     | Rolf Mamero                   |                               |
| Officer Sanchez                | Ron Castro        | Andreas von der Meden         | Axel Malzacher                |
| 1. Officer                     | Glen Vernon       |                               |                               |
| 2. Officer                     | Jim Pelham        |                               |                               |
| 1. Marinekadett                | Jim Halferty      |                               |                               |

## Rezeption
Die Fernsehzeitschrift TV Spielfilm vergab eine positive Wertung (Daumen hoch): „Dünne Geschichte, aber schön süffisant gespielt. […] Es gibt besser konstruierte Fälle, aber Albert („Ardennen 1944“) und Pleshette spielen einfach klasse.“
Der Autor Michael Striss wertete mit einem von vier Sternen (mangelhaft). Er bemängelte das uninspirierte Skript und die Gestaltung der Rolle des Widersachers: „Diese Episode gehört zweifellos zu den schwächeren. Es kommt kaum Spannung auf, da der grobe Hollister Columbo zu keinem Zeitpunkt ein ebenbürtiger Gegner ist, geschweige denn in einem Verbalduell mithalten könnte. Seine Erklärungen sind dürftig, sein Vorgehen bezüglich der Zeugin äußerst unklug. Eddie Albert, sonst ein Darsteller von Format, erweist sich als Fehlbesetzung. Ein guter »Columbo« lebt von einem überraschenden Ende – hier ist es voraussehbar. Dazu hätte es den Scharfsinn des Inspektors nicht gebraucht.“
Der Autor Mark Dawidziak kritisierte insbesondere einige Logiklöcher: „‚Mord unter sechs Augen‘ ist zwar eine durchaus unterhaltsame ‚Columbo‘-Folge, enthält aber mehr Löcher als die, die Hollister bei Dutton hinterlässt. […] Der Krimi-Fan wird zunächst das Kaliber der Waffe kritisieren, das Hollister benutzt. […] Hollister verwendet Kaliber .45 aus nächster Nähe. Das Ergebnis wäre nicht schön. Es besteht eine hohe Wahrscheinlichkeit, dass die Kugeln den Körper durchschlagen und zahlreiche Spuren hinterlassen, wie etwa reichlich Blut auf Hollisters makelloser Wandvertäfelung und dem Teppich. Obendrein sollte ein Mann, der sich derart gut mit Waffen auskennt, es besser wissen. […] Der zweite logische Fehler ist die Storyline mit dem  Waffenduplikat. Warum erfindet Hollister das Märchen, dass er seine geliebte Pistole mit Perlmuttgriff in Korea verloren hat? Soll Columbo damit aus der Bahn geworfen werden? Wenn ja, führt das zu einer Flut von Inkonsistenzen. Es wäre einfach, die Aufzeichnungen zu überprüfen. Wurde die Waffe in Korea als gestohlen gemeldet? Columbo würde sich fragen, warum nicht. Und wenn die Waffe nicht gestohlen wurde, warum sollte Hollister sie dann mehr als 15 Jahre lang verstecken? Konnte er der Versuchung widerstehen, sie bei jeder Gelegenheit zur Schau zu stellen? Es muss viele Zeugen geben, die gesehen haben, wie die Waffe als authentisches Stück durchging. Das würde Columbo stören. […] Okay, nehmen wir an, die Sache mit der Zweitwaffe wurde nicht um Columbos willen erfunden […]. Dann müssen wir uns fragen, warum Hollister diese Geschichte all die Jahre erzählt hat. Er hatte nicht vor, sie für einen Mord einzusetzen. So oder so funktioniert dieser Kunstgriff nicht.“
Hingegen lobte Dawidziak die Kameraführung und die Leistungen der Darsteller: „Einige Momente erinnern an die Episode „Lösegeld für einen Toten“. Eine Sequenz, in der Hollister Columbo böswillig seekrank macht, ist kaum mehr als eine Neufassung von Leslie Williams‘ schwindelerregendem Rundflug. […] Dennoch meistert Regisseur Jack Smight in „Mord unter sechs Augen“ die Mängel des Drehbuchs samt der bereits erwähnten Wiederholungen, weil er den Fokus auf das hervorragende Schauspiel legt. Die Episode mag zwar ein mittelmäßiger Krimi sein, widmet sich allerdings ausführlichen Charakterstudien. Bezüglich dieser Stärke, bleibt Smights Kamera bemerkenswert ruhig und ermöglicht den Schauspielern, die Folge mit ihren Darbietungen zu tragen. Er zaubert ein oder zwei ungewöhnliche Blickwinkel, wie eine Orson-Welles-inspirierte Kameraeinstellung von Falk, die vom Fußboden nach oben blickt, sodass die Decke sichtbar ist[…]. […] Ausnahmsweise ist ein Zeuge mal genauso fesselnd wie der Mörder. Suzanne Pleshette spielt Helen Stewart als eine vom Pech verfolgte Frau auf der Suche nach Glücksgefühlen und ein wenig Selbstvertrauen. Man mag sie und verachtet Hollister dafür, dass er ihre Einsamkeit ausnutzt. […] Kate Reid liefert ebenfalls eine gute Leistung ab […]. Als Helens herrschsüchtige Mutter verleiht sie der Rolle Tiefe, die leicht als schrilles Klischee hätte wirken können. […] Die Anwesenheit des erfahrenen Nachrichtensprechers Clete Roberts, der tatsächlich über Einsätze an der Front während des Koreakrieges berichtete, verleiht der Folge einen Hauch von Authentizität. Er spielt einen Fernsehjournalisten, der Hollisters Karriere schildert. […] Schließlich ist Eddie Albert durch und durch der brutale Kriegsheld. Er führt die Tradition des stilvollen „Columbo“-Gegners fort. Seine Darstellung von Hollister ist manchmal so erschreckend, dass wir wissen, warum die Leute den Ausdruck „kaltblütiger Mörder“ verwenden. Seine eisige Entschlossenheit bildet einen besonders guten Kontrast zu Pleshettes herzlicher Verletzlichkeit.“